# هتینگن
شهر هتینگندر ایالت بادن-وورتمبرگ در کشور آلمان واقع شده‌است.